# Amphistium paradoxum
Amphistium paradoxum (лат.) — вид вымерших лучепёрых рыб из отряда камбалообразных (Pleuronectiformes). Вид считается базальной формой камбалообразных и переходной формой от окунеобразных рыб. В отличие от современных камбаловых, у Amphistium глаза не полностью смещены на одну сторону головы, в частности один глаз расположен на верхней части головы. Окаменелые остатки рыбы найдены в эоценовых отложениях формации Monte Bolca на севере Италии близ города Верона. Amphistium имел округло-овальное, по бокам сильно сплющенное тело и колючие лучи в спинном и анальном плавниках, проходящие через весь край тела. Анальный плавник имел 21—22 мягких луча, его внешний край был выпуклый. Хвостовой плавник длинный, неделимый и округлый. Глаза маленькие.